# وليام شيميل
وليام شيميل (بالإنجليزية: William Shimell)‏ هو مغني وموسيقي ومؤدي وممثل بريطاني، ولد في 23 سبتمبر 1952 في المملكة المتحدة.

## أعمال

### أفلام
- (2012) الحب[5]

- نسخة موثقة

## وصلات خارجية
- وليام شيميل على موقع IMDb (الإنجليزية)
- وليام شيميل على موقع قاعدة بيانات الأفلام العربية
- وليام شيميل على موقع ألو سيني (الفرنسية)
- وليام شيميل على موقع ميوزك برينز (الإنجليزية)
- وليام شيميل على موقع أول موفي (الإنجليزية)
- وليام شيميل على موقع قاعدة بيانات الأفلام السويدية (السويدية)
- وليام شيميل على موقع أول ميوزيك (الإنجليزية)
- وليام شيميل على موقع ديسكوغز (الإنجليزية)
- وليام شيميل على موقع قاعدة بيانات الفيلم (الإنجليزية)
- وليام شيميل على موقع كينوبويسك (الروسية)